# Plateau (São Tomé e Príncipe)
Plateau é uma aldeia de São Tomé e Príncipe, localiza-se no distrito de Mé-Zóchi, ilha de São Tomé, próxima às localidades de Milagrosa e de São José.